# 线性微分方程
线性微分方程（英語：Linear differential equation）是数学中常见的一类微分方程。指以下形式的微分方程：
{\displaystyle {\mathcal {L}}(y)=f\qquad \ldots \;\;(*)}
其中方程左侧的微分算子{\displaystyle {\mathcal {L}}}是线性算子，y是要解的未知函数，方程的右侧是一个已知函数。如果f(x) = 0，那么方程(*)的解的线性组合仍然是解，所有的解构成一个向量空间，称为解空间。这样的方程称为齐次线性微分方程。当f不是零函数时，所有的解构成一个仿射空间，由对应的齐次方程的解空间加上一个特解得到。这样的方程称为非齐次线性微分方程。线性微分方程可以是常微分方程，也可以是偏微分方程。

## 简介
线性微分方程是一类特殊的微分方程。一个线性微分方程的解构成向量空间或仿射空间，因此可以应用相关的代数知识来讨论解的性质。线性微分方程的普遍形式为：
{\displaystyle {\mathcal {L}}(y)=f\qquad \ldots \;\;(*)}
其中的{\displaystyle {\mathcal {L}}}是一个线性的微分算子，也就是说，设有两个函数{\displaystyle y_{1}}和{\displaystyle y_{2}}以及两个常数{\displaystyle \lambda _{1}}和{\displaystyle \lambda _{2}}，那么：
{\displaystyle {\mathcal {L}}(\lambda _{1}y_{1}+\lambda _{2}y_{2})=\lambda _{1}{\mathcal {L}}(y_{1})+\lambda _{2}{\mathcal {L}}(y_{2}).}
如果f是零函数，那么给定若干个方程(*)的解函数：{\displaystyle y_{1},y_{2},\cdots ,y_{m}}以及同样多的常数系数：{\displaystyle \lambda _{1},\lambda _{2},\cdots ,\lambda _{m}}，线性组合{\displaystyle \lambda _{1}y_{1}+\lambda _{2}y_{2}+\cdots +\lambda _{m}y_{m}}仍然是方程(*)的解函数。这说明所有方程(*)的解函数构成一个线性空间V，称为方程的解空间。如果f不是零函数，那么考虑相应的齐次线性微分方程：
{\displaystyle {\mathcal {L}}(y)=0\qquad \ldots \;\;(**)}
设{\displaystyle y^{s}}是方程(*)的一个解函数。{\displaystyle y}方程(**)的任意一个解函数。则它们的和{\displaystyle y^{s}+y}仍然是(*)的解函数。另一方面，给定方程(*)的两个解函数：{\displaystyle y_{1}^{s}}和{\displaystyle y_{2}^{s}}。则它们的差{\displaystyle y_{1}^{s}-y_{2}^{s}}会是方程(**)的解函数。这说明方程(*)的所有解函数都可以写成{\displaystyle y^{s}+y,\;y\in V}的形式。其中V是方程(**)的解空间。所以方程(*)的所有解函数构成一个仿射空间V'，并且{\displaystyle V'=y^{s}+V}。

## 常系数齐次线性微分方程
一种解线性微分方程的方法是欧拉发现的，他意识到这类方程的解都具有{\displaystyle e^{zx}}的形式，其中{\displaystyle z}是某个复数。因此，对于以下方程：
{\displaystyle {\frac {d^{n}y}{dx^{n}}}+A_{1}{\frac {d^{n-1}y}{dx^{n-1}}}+\cdots +A_{n}y=0}
我们设{\displaystyle y=e^{zx}}，可得：
{\displaystyle z^{n}e^{zx}+A_{1}z^{n-1}e^{zx}+\cdots +A_{n}e^{zx}=0.}
两边除以e zx，便得到了一个n次方程：
{\displaystyle F(z)=z^{n}+A_{1}z^{n-1}+\cdots +A_{n}=0.\,}
这个方程F(z) = 0称为特征方程。
一般地，把微分方程中以下的项
{\displaystyle {\frac {d^{k}y}{dx^{k}}}\quad \quad (k=1,2,\dots ,n).}
换成zk，便可得到特征方程。这个方程有n个解：z1, ..., zn。把任何一个解代入e zx，便可以得到微分方程的一个解：e zix。由于齐次线性微分方程满足叠加原理，因此这些函数的任意线性组合仍然满足微分方程。
如果特征方程的根都不重复，我们便得到了微分方程的n个解。可以证明，这些解是线性独立的。于是，微分方程的通解就是y = C1e z1x + C2e z2x + ...... + Cne znx，其中C1、C2、......、Cn是常数。
以上讨论了n个根全不相同的情形。如果这n个根中有两个（或多个）相同，用上面的方法就无法得出n个线性独立的解。但是，可以验证，如果z是特征方程的 mz 重根，那么，对于 {\displaystyle k\in \{0,1,\dots ,m_{z}-1\}\,}，{\displaystyle y=x^{k}e^{zx}\,} 就是微分方程的一个解。对每个特征根 z，都能得到 mz 个解，所有这些解的线性组合就是方程的通解。
一般地，如果微分方程的系数Ai都是实数，那么它的解也应该表示成实数的形式。假如特征方程有复数根，那么它一定是成对的，也就是说，如果a + bi是特征方程的根，那么a - bi也是一个根。于是，y = e (a + bi)x和y = e (a - bi)x都是微分方程的解。但这两个解都是复数的形式。考虑到这两个解的任意线性组合也仍然是微分方程的解，我们可以把这两个解相加，再除以2，利用欧拉公式，便得到一个实数形式的解：y = e axcosbx。如果把两个解相减，再除以2i，便得到另一个实数形式的解：y = e axsinbx。于是，y = C1e axcosbx + C2e axsinbx就是微分方程的通解。

### 例子
求微分方程{\displaystyle y''-4y'+5y=0\,}的通解。特征方程是{\displaystyle z^{2}-4z+5=0\,}，它的根是2+i和2−i。于是，{\displaystyle y=C_{1}e^{2x}\cos {x}+C_{2}e^{2x}\sin {x}}就是微分方程的通解。

## 常系数非齐次线性微分方程
欲得到非齐次线性微分方程的通解，我们首先求出对应的齐次方程的通解，然后用待定系数法或常数变易法求出非齐次方程本身的一个特解，把它们相加，就是非齐次方程的通解。

### 待定系数法
考虑以下的微分方程：
{\displaystyle {\frac {dy}{dx}}=y+e^{2x}.\!}
对应的齐次方程是：
{\displaystyle {\frac {dy}{dx}}=y.}
它的通解是：
{\displaystyle y=ce^{x}.\!}
由于非齐次的部分是({\displaystyle e^{2x}})，我们猜测特解的形式是：
{\displaystyle y_{p}=Ae^{2x}.\!}
把这个函数以及它的导数代入微分方程中，我们可以解出A：
{\displaystyle {\frac {d}{dx}}\left(Ae^{2x}\right)=Ae^{2x}+e^{2x}\!}
{\displaystyle 2Ae^{2x}=Ae^{2x}+e^{2x}\!}
{\displaystyle 2A=A+1\,\!}
{\displaystyle A=1.\,\!}
因此，原微分方程的解是：
{\displaystyle y=ce^{x}+e^{2x}.\!}   ({\displaystyle c\in R})

### 常数变易法
假设有以下的微分方程：
{\displaystyle y^{\prime \prime }+py^{\prime }+qy=f(x)}
我们首先求出对应的齐次方程的通解{\displaystyle \ y=C_{1}y_{1}+C_{2}y_{2}}，其中C1、C2是常数，y1、y2是x的函数。然后我们用常数变易法求出非齐次方程的一个特解，方法是把齐次方程的通解中的常数C1、C2换成x的未知函数u1、u2，也就是：
{\displaystyle y=u_{1}y_{1}+u_{2}y_{2}.~~\mathrm {(1)} }
两边求導數，可得：
{\displaystyle y'=u_{1}'y_{1}+u_{2}'y_{2}+u_{1}y_{1}'+u_{2}y_{2}'.}
我们把函数u1、u2加上一条限制：
{\displaystyle u_{1}'y_{1}+u_{2}'y_{2}=0.~~\mathrm {(2)} }
于是：
{\displaystyle y'=u_{1}y_{1}'+u_{2}y_{2}'.~~\mathrm {(3)} }
两边再求導數，可得：
{\displaystyle y''=u_{1}'y_{1}'+u_{2}'y_{2}'+u_{1}y_{1}''+u_{2}y_{2}''.~~\mathrm {(4)} }
把(1)、(3)、(4)代入原微分方程中，可得：
{\displaystyle u_{1}'y_{1}'+u_{2}'y_{2}'+u_{1}y_{1}''+u_{2}y_{2}''+pu_{1}y_{1}'+pu_{2}y_{2}'+qu_{1}y_{1}+qu_{2}y_{2}=f(x).}
整理，得：
{\displaystyle u_{1}'y_{1}'+u_{2}'y_{2}'+(u_{1}y_{1}''+pu_{1}y_{1}'+qu_{1}y_{1})+(u_{2}y_{2}''+pu_{2}y_{2}'+qu_{2}y_{2})=f(x).}
由于y1和y2都是齐次方程的通解，因此{\displaystyle u_{1}y_{1}''+pu_{1}y_{1}'+qu_{1}y_{1}}和{\displaystyle u_{2}y_{2}''+pu_{2}y_{2}'+qu_{2}y_{2}}都变为零，故方程化为：
{\displaystyle u_{1}'y_{1}'+u_{2}'y_{2}'=f(x).~~\mathrm {(5)} }
(2)和(5)联立起来，便得到了一个{\displaystyle u_{1}'}和{\displaystyle u_{2}'}的方程组，便可得到{\displaystyle u_{1}'}和{\displaystyle u_{2}'}的表达式；再积分，便可得到{\displaystyle u_{1}}和{\displaystyle u_{2}}的表达式。
这个方法也可以用来解高于二阶的非齐次线性微分方程。一般地，有：
{\displaystyle u'_{j}=(-1)^{n+j}{\frac {W(y_{1},\ldots ,y_{j-1},y_{j+1}\ldots ,y_{n})_{0 \choose f}}{W(y_{1},y_{2},\ldots ,y_{n})}}.}
其中W表示朗斯基行列式。

## 变系数线性微分方程
n阶的变系数微分方程具有以下形式：
{\displaystyle p_{n}(x)y^{(n)}(x)+p_{n-1}(x)y^{(n-1)}(x)+\cdots +p_{0}(x)y(x)=r(x).}
一个例子是柯西-欧拉方程：
{\displaystyle x^{n}y^{(n)}(x)+a_{n-1}x^{n-1}y^{(n-1)}(x)+\cdots +a_{0}y(x)=0.}
变系数线性微分方程通常没有一般的方法可以求解，但一阶的变系数线性微分方程是例外。设有以下的一阶变系数线性微分方程：
{\displaystyle \ Dy(x)+f(x)y(x)=g(x).}
这个方程可以用积分因子求解，方法是把两边乘以{\displaystyle e^{\int f(x)\,dx}}：
{\displaystyle Dy(x)e^{\int f(x)\,dx}+f(x)y(x)e^{\int f(x)\,dx}=g(x)e^{\int f(x)\,dx},}
用乘法定则，可以简化为：
{\displaystyle D(y(x)e^{\int f(x)\,dx})=g(x)e^{\int f(x)\,dx}}
两边积分，得：
{\displaystyle y(x)e^{\int f(x)\,dx}=\int g(x)e^{\int f(x)\,dx}\,dx+c~,}
{\displaystyle y(x)={\int g(x)e^{\int f(x)\,dx}\,dx+c \over e^{\int f(x)\,dx}}~.}
也就是说，一阶线性微分方程{\displaystyle y'(x)+p(x)y(x)=r(x)}的解是：
{\displaystyle y=e^{-a(x)}\left(\int r(x)e^{a(x)}\,dx+\kappa \right)}
其中{\displaystyle \kappa }是积分常数，且
{\displaystyle a(x)=\int {p(x)\,dx}.}

### 例子
考虑以下一阶线性微分方程：
{\displaystyle {\frac {dy}{dx}}+by=1.}
p(x) = b，r(x) = 1，因此微分方程的解为：
{\displaystyle y(x)=e^{-bx}\left({\frac {e^{bx}}{b}}+C\right)={\frac {1}{b}}+Ce^{-bx}.}

## 拉普拉斯变换解微分方程
应用拉普拉斯变换解线性微分方程显得更为方便简单。
首先有以下关系：
{\displaystyle {\mathcal {L}}\{f'\}=s{\mathcal {L}}\{f\}-f(0)}
{\displaystyle {\mathcal {L}}\{f''\}=s^{2}{\mathcal {L}}\{f\}-sf(0)-f'(0)}
{\displaystyle {\mathcal {L}}\{f^{(n)}\}=s^{n}{\mathcal {L}}\{f\}-\Sigma _{i=1}^{n}s^{n-i}f^{(i-1)}(0).}
有如下微分方程：
{\displaystyle \sum _{i=0}^{n}a_{i}f^{(i)}(t)=\phi (t).}
该方程可变换为：
{\displaystyle \sum _{i=0}^{n}a_{i}{\mathcal {L}}\{f^{(i)}(t)\}={\mathcal {L}}\{\phi (t)\}}
则：
{\displaystyle {\mathcal {L}}\{f(t)\}={{\mathcal {L}}\{\phi (t)\}+\sum _{i=1}^{n}a_{i}\sum _{j=1}^{i}s^{i-j}f^{(j-1)}(0) \over \sum _{i=0}^{n}a_{i}s^{i}}.}
其中 {\displaystyle f^{(k)}(0)} 是初始条件。
f(t)  通过拉普拉斯反变换 {\displaystyle {\mathcal {L}}\{f(t)\}} 求得。